# Кузнецов, Климентий Платонович
Климентий Платонович Кузнецов (5 февраля 1911, дер. Кулаково, Нижегородская губерния — 20 ноября 1976, Горьковская область) — гвардии старший сержант. Полный кавалер ордена Славы.

## Биография
Родился в деревне Кулаково (с 1939 года — деревня Берёзовка, ныне городской округ город Бор, Нижегородская область). Окончив 4 класса школы, работал на заводе в посёлке Каликино Борского района.
В 1939—1940 годы служил в Красной Армии, участвовал в боях советско-финской войны.
С мая 1942 г. сражался на фронтах Великой Отечественной войны. Будучи сапёром 27-го отдельного гвардейского сапёрного батальона 21-й гвардейской стрелковой дивизии (в составе 4-й ударной армии 1-го Прибалтийского фронта) 30 июня 1944 года в составе группы сапёров снял у населённого пункта Машары (11 км севернее Полоцка) 48 противотанковых и 60 противопехотных мин. 1 июля участвовал в сооружении моста близ д. Голодница (10 км северо-западнее Полоцка), на следующий день разминировал дорогу у населённых пунктов Жигари, Пески. 3 июля 1944 года, создавая в группе сапёров проход в минном поле в районе деревни Бродок (21 км восточнее Полоцка), лично обезвредил более 30 мин. 8 июля 1944 года награждён орденом Славы 3 степени.
Будучи командиром сапёрного отделения той же дивизии (в составе 3-й ударной армии 2-го Прибалтийского фронта), 16 октября 1944 года в районе населённого пункта Блусас (7,5 км западнее города Добеле) обезвредил со своими подчинёнными около 50 противотанковых мин противника, обеспечив продвижение пехоты и артиллерии. В ночь на 19 октября во главе отделения отражал контратаки противника, вынес с поля боя раненого командиpa батальона. 25 ноября 1944 г. награждён орденом Славы 2 степени.
В ночь на 23 декабря 1944 года силами отделения сделал 2 прохода во вражеских проволочных заграждениях и провёл через них стрелковые подразделения. 26 декабря в бою за населённый пункт Пуцес (14 км северо-западнее Добеле) дважды ходил в атаку, в числе первых ворвался в расположение противника и уничтожил 5 гитлеровцев. 28 декабря под сильным огнём противника в короткий срок построил с отделением мост и пропустил через глубокий ров танки и самоходные орудия; получил тяжёлое осколочное ранение. 29 июня 1945 года награждён орденом Славы 1 степени.
После демобилизации (1945) вернулся на родину. До 1971 г. работал на заводе.
Похоронен на кладбище деревни Каликино (ныне Городской округ город Бор, Нижегородская область).

## Награды
- орден Славы 3, 2, 1 степени (1944, 1944, 1945)
- медаль «За отвагу» (20.1.1944)